# Países Bajos en los Juegos Olímpicos de Sarajevo 1984
Los Países Bajos estuvieron representados en los Juegos Olímpicos de Sarajevo 1984 por un total de 13 deportistas que compitieron en 2 deportes.  
El portador de la bandera en la ceremonia de apertura fue el patinador de velocidad Hilbert van der Duim. El equipo olímpico neerlandés no obtuvo ninguna medalla en estos Juegos.